# Cosmas Gienger von Wolfseck
Cosmas Gienger von Wolfseck (auch zu Wolfseck) (* Jubilate 1516 in Ulm?; † 26. August 1592 in Linz) entstammte einem Ulmer Patriziergeschlecht und war langjähriger Vizedom in Österreich ob der Enns.

## Leben

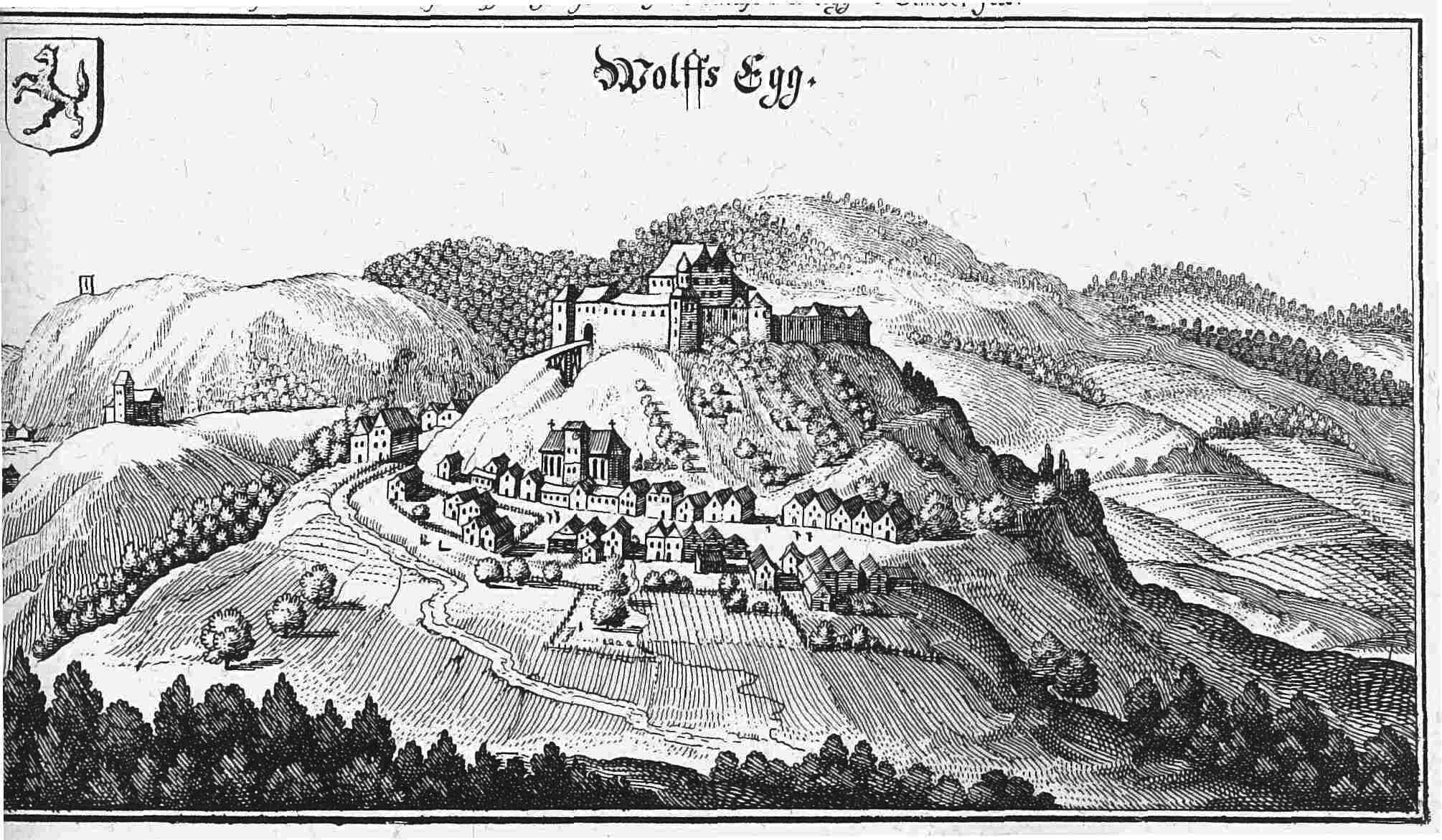
Schloss Wolfsegg nach einem Stich von Matthäus Merian von 1656

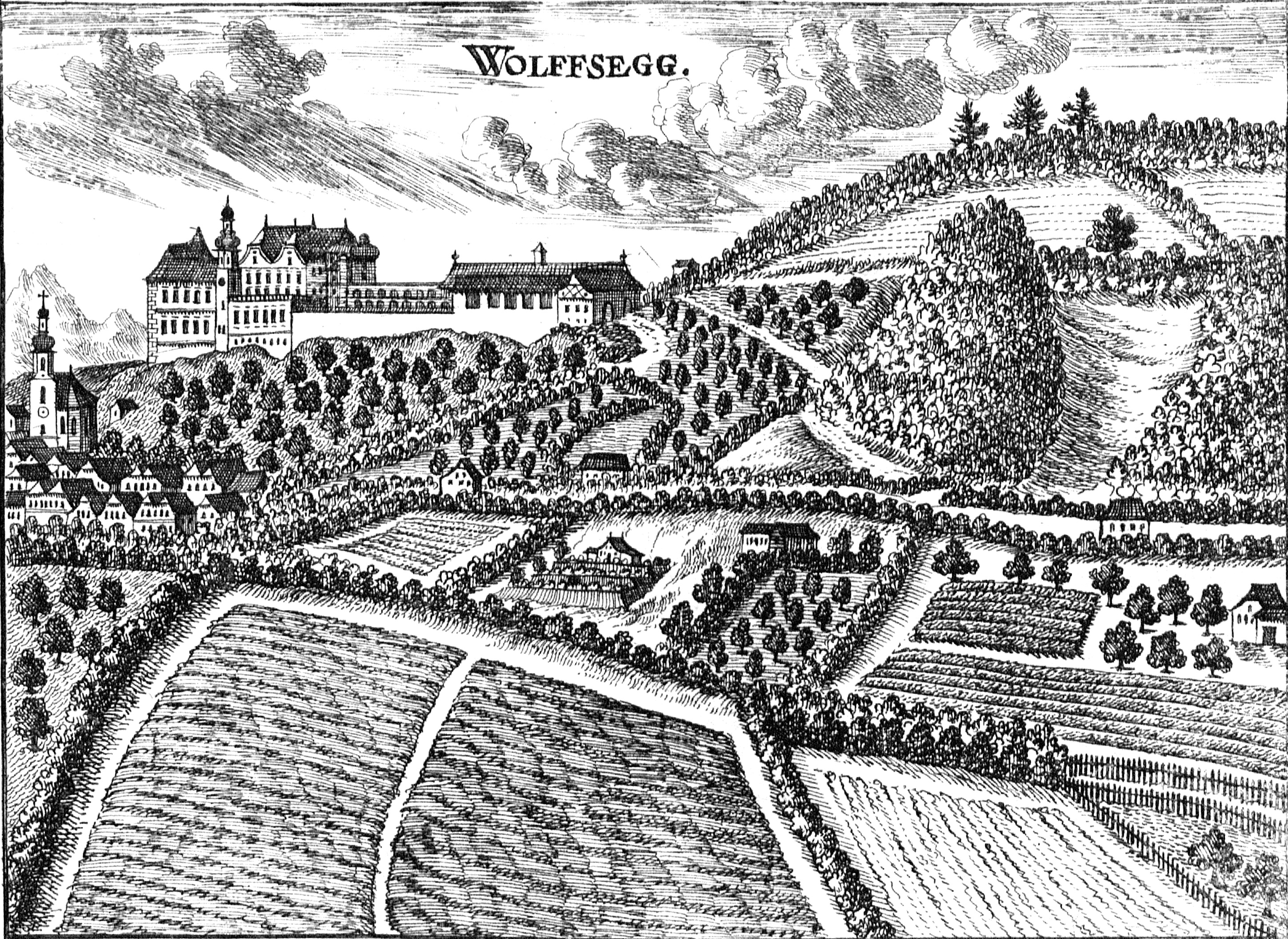
Schloss Wolfsegg nach einem Stich von Georg Matthäus Vischer von 1674

Cosmas war der achte Sohn von Ritter Ernst Damian (Damian I.) Gienger (um 1475–1556) und der Ursula Schütz von Raittenau (um 1480–1523). Sein ältester Bruder Georg Gienger von Rotteneck war ab 1538 Vizekanzler Ferdinand I. Wie seine zehn Brüder ging auch Cosmas nach Österreich und trat 1541 in kaiserliche Kriegsdienste ein, war kaiserlicher Rat und Oberdreißiger in Ungarisch-Altenburg. Nach seinem Bruder Jakob Gienger von Grienpichel wurde er 1561 Vizedom in Österreich ob der Enns und blieb es bis ungefähr 1582. 1566 kauft er das Pfandrecht der Herrschaft und Veste Wolfsegg  von den Erben des Johann Kurz von Senftenau. Am 16. März 1582 schenkt Kaiser Rudolph II. ihm und seinem Geschlechte diese Herrschaft für seine besonderen Verdienste als Eigentum.
Cosmas Gienger war zweimal verheiratet, die erste Ehe mit Ursula Ernst blieb kinderlos. Mit seiner zweiten Frau Katharina Haidenreich († 5. April 1582), Tochter des Erasmus Heidenreich von Bidenegg, erzherzoglicher Hofkammerrat in Innsbruck, und der Anna Zott von Pernegg, hatte er acht Söhne und acht Töchter. Cosmas starb am 26. August 1592 in Linz und wurde in der Stadtpfarrkirche begraben. Er war der Stammvater der Linie der Gienger von Wolfseck, die aber mit dem Tod seines Sohnes Hans Adam, ebenfalls oberösterreichischer Vizedom, 1623 schon wieder erlosch.